# Jaime Garzón
Jaime Hernando Garzón Forero (sinh ngày 24 tháng 10 năm 1960 – mất ngày 13 tháng 8 năm 1999 tại Bogotá) là một nhà báo, diễn viên hài, luật sư, nhà hoạt động hòa bình và nhà châm biếm chính trị người Colombian. Ông nổi tiếng trên sóng truyền hình Colombia vào những năm 1990 vì những châm biếm chính trị của mình. Song song với công việc truyền hình, ông cũng đóng vai trò như một nhà đám phán hòa bình trong việc giải cứu những con tin chính trị bị bắt bởi FARC. Người ta cho rằng ông bị giết bởi những lực lượng bán quân sự cánh hữu của Colombia vào năm 1999, dựa trên chứng nhận của lãnh tạo tổ chức này. 16 năm sau khi ông chết, một sĩ quan bán quân sự ra làm chứng tại tòa rằng lệnh giết Garzón là một âm mưu bởi Police Mayor lúc đó là Mauricio Santoyo, tướng quân đội quốc gia Harold Bedoya và tướng Jorge Enrique Mora Rangel và rằng việc giết này được thực hiện bởi La Teraza, một cánh của tổ chức buôn ma túy Medellin. Vụ án này hiện vẫn đang mở và vẫn chưa kết thúc.

## Cuộc đời
Jaime Garzón sinh tại Bogotá vào ngày 24 tháng 10 năm 1960. Ông học luật và khoa học chính trị tại Universidad Nacional de Colombia, nhưng những hoạt động chính trị của ông trên truyền hình đã ngăn cản không cho ông hoàn thành việc học của mình.

## Sự nghiệp

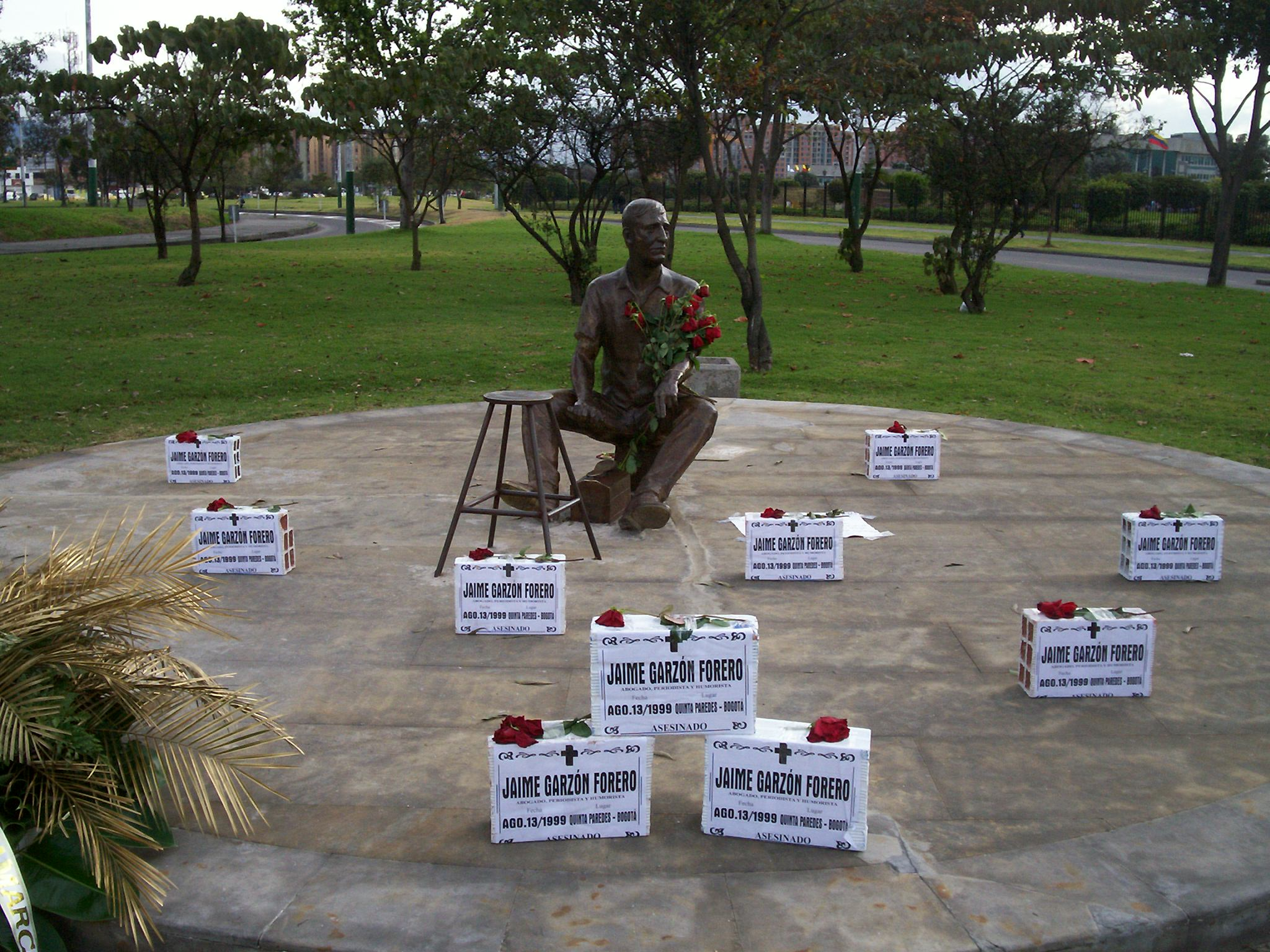
Jaime Garzon trong vai nhân vật "Heriberto de la Calle", một bức tượng tại Bogotá.

## Trong văn hóa đại chúng
Garzón được đóng bởi diễn viên người Colombia Jose Manuel Ospina trong vai 'Jairo García' trong serie TV Tres Caínes.